# Petr Mocek
Petr Mocek (* 8. Dezember 1980 in der Tschechoslowakei) ist ein ehemaliger tschechischer Eishockeyspieler, der unter anderem beim HC Pardubice in der tschechischen Extraliga und verschiedenen Klubs der zweitklassigen tschechischen 1. Liga aktiv war.

## Karriere
Petr Mocek begann seine Karriere als Eishockeyspieler in der Jugend des HC Pardubice, für dessen Profimannschaft er in der Saison 2000/01 sein Debüt in der tschechischen Extraliga gab. Bei seinem Verein konnte sich der Verteidiger jedoch nicht durchsetzen, so dass er auch in der folgenden Spielzeit nur drei Spiele in Tschechiens höchster Spielklasse absolvierte und stattdessen hauptsächlich für den SK Slavia Třebíč in der zweitklassigen 1. Liga auflief. Nach einem Jahr bei deren Ligarivalen HC Hradec Králové, stand der Tscheche in der Saison 2004/05 für den finnischen Zweitligisten Hokki Kajaani auf dem Eis, für den er in insgesamt 38 Spielen neun Scorerpunkte, darunter vier Tore, erzielte.
Im Sommer 2005 kehrte Mocek nach Hradec Králové zurück, wo er weitere zwei Jahre in der zweiten tschechischen Liga verbrachte, ehe er vor der Saison 2007/08 einen Vertrag beim HC Košice aus der slowakischen Extraliga erhielt. Mit den Slowaken scheiterte er in der Saison 2007/08 noch im Playoff-Finale am HC Slovan Bratislava, wurde ein Jahr später jedoch erstmals in seiner Laufbahn Slowakischer Meister. Im Finale setzte sich der Linksschütze mit 4:2 in der Best-of-Seven-Serie gegen den HK 36 Skalica durch. Nach diesem Erfolg kehrte er zu seinem Heimatverein HC Pardubice zurück. Nach fünf Spielen für Pardubice wechselte er in die zweite Spielklasse zum HC Chrudim, wo er auch einen Großteil der folgenden Spielzeit verbrachte. In der Saison 2011/12 wurde er an den HC Energie Karlovy Vary ausgeliehen und kehrte anschließend in den Kader des HCP zurück, ehe er abermals an die Rytíři Kladno ausgeliehen wurde. Zwischen 2013 und 2015 spielte Mocek hauptsächlich für den HC Dukla Jihlava in der 1. Liga, absolvierte jedoch auch einige Partien für Juschny Ural Orsk aus der Wysschaja Hockey-Liga.
Seit 2015 gehört er zum erweiterten Trainerstab beim HC Pardubice.

## Erfolge und Auszeichnungen
- 2008 Slowakischer Vizemeister mit dem HC Košice
- 2009 Slowakischer Meister mit dem HC Košice